# Леньшин, Юрий Юрьевич
Юрий Юрьевич Леньшин (род. 15 июня 1950, Советск, Калининградская область) — российский мастер-стеклодув, заслуженный художник Российской Федерации (2001). Единственный в России уличный стеклодув. По оценке телекомпании НТВ, «один из самых знаменитых стеклодувов в мире».

## Биография
Получив педагогическое образование, Леньшин в конце 1960-х годов приехал к отцу в Таджикистан. Пытался найти работу учителя физкультуры в школе, когда ему случайно предложили поработать в стеклодувной мастерской. Мастер-самоучка, самостоятельно освоил приёмы старинного ремесла работы со стеклом.
Юношеские годы Леньшина прошли в Таджикистане, где на химическом комбинате выпустил свои первые изделия. Сначала изготавливал химическое оборудование: колбы, пробирки, витые трубки и другие приборы, постепенно освоил художественные образы: так появились фигурки животных и птиц, сказочных пегасов, корабли, самовары, подсвечники. За образец брал чешское стекло.
Более 25 лет проработал стеклодувом-аппаратурщиком на предприятиях Минхимпрома СССР в Житомире (Украина) , Яване и Калининабаде (Таджикистан). В 1992 году вернулся в Калининград.
С 1976 года начал выставочную деятельность. Персональные выставки Леньшина проходили в Англии, Швеции, Италии, Франции, Германии, Канаде, Финляндии, Польше, Голландии, Бельгии, Бенине, Мальте, Кипре, Люксембурге, Дании, Эстонии, Хорватии, Коста-Рике, на Кубе и в других странах.
Автор уникальных памятных призов из богемского стекла для международных фестивалей и спортивных соревнований, а также памятных подарков для государственных и общественных деятелей России и зарубежья. По оценке журналиста Валентина Егорова, «работы стеклодува Леньшина — это всегда яркое шоу, живая демонстрация того, как из куска стекла на глазах зрителей, под рёв горелки и в языках пламени рождаются произведения искусства». «Зрители во власти хрустальных фантазий: короткая пауза и на сцене появляются новые персонажи», — описывает процесс стеклоделия Леньшина телекомпания НТВ. Излюбленное место работы мастера — центральная площадь Светлогорска. К 2013 году профессиональный стаж стеклодува составил 44 года.
Леньшин награждён медалью «За трудовую доблесть» (1986). Серебряной медалью Российской Академии Художеств (2006). Почётным знаком Россотрудничества МИД РФ «За дружбу и сотрудничество» (2021). Российской Премией Искусств (2021). За большой личный вклад в развитие двухстороннего культурного сотрудничества, между Литвой и Россией медалью имени Видунаса (2018).
Занесён в энциклопедию «Калининград-Кенигсберг за 750 лет», российскую «Книгу Рекордов Планеты» (дочернее издание «Книги Рекордов Гиннесса»), швейцарское справочное издание «Who is who». О творческой деятельности Леньшина различными телекомпаниями снято около десятка фильмов.
Член общественного совета при УВД Калининградской области.
Женат, имеет двух сыновей и трёх внуков.